# Mount Mercy University
La Mount Mercy University è un'università privata di indirizzo cattolico con sede a Cedar Rapids, nello stato americano dell'Iowa.
Il Mount Mercy College fu fondato nel 1928 dalle suore della misericordia per l'istruzione femminile. Il college fu elevato al rango di university nel 2010.